# Sam J. Jones
Pour les articles homonymes, voir Sam Jones, Samuel Jones (homonymie) et Jones.
Sam J. Jones (né le 12 août 1954 à Chicago, Illinois) est un acteur américain, souvent crédité sous le nom Sam Jones. Il est notamment connu pour avoir joué dans Flash Gordon. Habitué à des rôles de héros dans des films d'action, il a également souvent tourné en tant que « méchant » depuis le début des années 1990.

## Biographie
Jones a fait sa première apparition au cinéma dans Elle en 1979, donnant la réplique à Bo Derek. Il est célèbre pour avoir incarné le héros de comics Flash Gordon au cinéma en 1980. À l'époque, la critique du film avait été assez mauvaise, ce qui fit stagner sa carrière. Il s'est alors tourné vers la télévision et les films d'action à petit budget, notamment en jouant Chris Rorchek dans la série Code Red en 1981 et 1982,ou encore dans la série télévisée de NBC Police 2000 (The Highwayman) mais elle s'est vite arrêtée. Jones a joué Will Eisner en 1987 dans l'adaptation de la bande dessinée The Spirit.
On le retrouve plus récemment dans Obsession Kills et Fists of Iron (1995), American Strays (1996), American Tigers (1996) et Gangland and Psychotic (2002).
Ses plus grands succès restent tout de même les comédies romantiques : My Chauffeur (1986) et Jane and the Lost City, un film de 1987 basé sur une bande dessinée britannique. Il réapparaît en 2012 dans le film Ted comme idole de Ted et John Bennett (Mark Wahlberg), fans de Flash Gordon.
Toujours en 1987, il a joué comme le personnage-titre dans Police 2000.
En 2001, il a joué dans la série télévisée Hollywood Safari dans le rôle d'un garde forestier. Il a également fait une apparition mémorable dans un épisode de Stargate SG-1 intitulé Le Chasseur de primes.
Sam Jones a été marié deux fois et est père de cinq enfants. Jones a commencé à utiliser le nom d'écran de Sam J. Jones au début de sa carrière cinématographique pour éviter toute confusion avec d'autres acteurs nommés Sam Jones. Le "J" est faux : son nom complet est Samuel Gerald Jones.
Jones est un ancien marine des États-Unis. Il posa nu dans Playgirl en juin 1975.
Il n'a aucune parenté avec l'acteur Sam Jones III (Smallville).

## Filmographie

### Longs métrages

#### Vidéofilms
- 1992 : Night Rhythms de Gregory Dark : Jackson
- 1992 : The Other Woman de Jag Mundhra : Mike Florian
- 1993 : Thunder in Paradise de Douglas Schwartz : David Kilmer
- 1996 : R.I.O.T.: The Movie de Stephen Yake : Jimmy O'Brien
- 2001 : Dead Sexy de Robert Angelo : Rackles
- 2002 : Redemption d'Art Camacho : The Brick (as Sam Jones)
- 2007 : Revamped de Jeff Rector : Jake Hardcastle

#### Cinéma
- 1979 : Elle (10) de Blake Edwards : David Hanley
- 1980 : Flash Gordon de Mike Hodges : Flash Gordon
- 1985 : Les Boys en enfer : Gordon (as Sam Jones)
- 1986 : My Chauffeur : Battle Witherspoon
- 1987 : Jane et la Cité perdue (Jane and the Lost City) : Jack Buck dit Jungle Jack
- 1988 : L'Aventurier du bout du monde : Johnny Quinn
- 1988 : Silent Assassins : Sam Kettle
- 1988 : Under the Gun de James Sbardellati : Mike Braxton
- 1989 : One Man Force : Pete (as Sam Jones)
- 1989 : Driving Force : Steve
- 1989 : Trigon Fire : Dr James Ford (as Sam Jones)
- 1990 : In Gold We Trust : Jeff Slater
- 1992 : Maximum Force : Michael Crews (as Sam Jones)
- 1993 : Expert Weapon : Janson
- 1993 : South Beach de Fred Williamson et Alain Zaloum : Billy
- 1993 : Lady Dragon 2 : Reb (as Sam Jones)
- 1993 : Fist of Honor : Fist Sullivan
- 1993 : Tueur sur commande (Da Vinci's War) de Raymond Martino : Jim Holbrook
- 1994 : Hard Vice : Joe
- 1995 : Obsession Kills
- 1995 : Fists on Iron : Tyler Green (as Sam Jones)
- 1995 : Texas Payback : Louis Gentry
- 1995 : Ballistic de Wych Kaosayananda : Braden (as Sam Jones)
- 1996 : American Strays : Exterminator
- 1996 : American Tigers : Sergeant Major Ransom
- 1996 : Baja Run : Carl Brubaker
- 1996 : Earth Minus Zero : Marshal Heller (as Sam Jones)
- 1996 : The Killer Inside : Steve Davis (as Sam Jones)
- 1996 : Where Truth Lies : James (as Sam Jones)
- 1997 : T.N.T. : Greel
- 1998 : Sécurité maximum : Convict
- 2001 : Van Hook : Uncle Dwayne
- 2001 : Gangland d'Art Camacho : Sergent Richards (as Sam Jones)
- 2001 : Down 'n Dirty : Stanton James (as Sam Jones)
- 2002 : Psychotic : Dr Donald Westlake (as Sam Jones)
- 2002 : Cold Sweat d'Ernie Mirich : Mondo
- 2012 : Ted de Seth MacFarlane : lui-même
- 2015 : Ted 2 de Seth MacFarlane : lui-même

### Télévision

#### Téléfilms
- 1980 : Stunts Unlimited : Bo Carlson
- 1984 : No Man's Land de Rod Holcomb : Eli Howe
- 1985 : This Wife for Hire : Tommy Sellers
- 1987 : The Highwayman de Douglas Heyes : The Highwayman
- 1987 : The Spirit de Michael Schultz : Spirit / Denny Colt
- 1989 : L.A. Takedown de Michael Mann : Jimmy
- 1995 : Ray Alexander: A Menu for Murder

#### Séries télévisées
- 1981-1982 : Code Red (11 épisodes) : Chris Rorchek
- 1984 : Riptide (saison 2, épisode 7 : Soyez loyal avec votre collège) : Rick Beeber (as Sam Jones)
- 1984 : Rick Hunter (Hunter) (saison 1, épisode 3 : Domaine dangereux) : Lance Lane
- 1984 : Agence tous risques (The A-Team) (saison 2, épisode 22 : Pression amicale) : Eric
- 1985 : Le Juge et le Pilote (Hardcastle and McCormick) (saison 2, épisode 13 : Trop riche pour maigrir) : Grant Miller
- 1986 : 1st & Ten : Johnny Valentine
  - (saison, épisode : Quarterbacks Tell No Tales)
  - (saison, épisode : A Second Chance)
  - (saison, épisode : The Veterans)
  - (saison, épisode : The Rookies)
- 1987-1988 : Police 2000 (The Highwayman) (10 épisodes)
- 1991 : Enquêtes à Palm Springs (P.S. I Luv U) (saison 1, épisode 11 : Meurtre en direct) : Luke (crédité sous le nom de Sam Jones)
- 1991 : Shades of LA : BJ Makowski
  - (saison, épisode  : Line of Fire: Part 1)
  - (saison, épisode  : Line of Fire: Part 2)
- 1992 : Les Trois As (The Hat Squad) (saison, épisode  : Pilot) : Victory Smith
- 1993 : Cobra : 
  - (saison, épisode  : Pilot: Part 1) : Royce
  - (saison, épisode  : Pilot: Part 2) : Sgt. Clay Miller
- 1993 : Alerte à Malibu (Baywatch) : Ken Jordan (as Sam Jones)
  - (saison 4, épisode 1 : Course contre la montre - 1re partie)
  - (saison 4, épisode 2 : Course contre la montre - 2e partie)
- 1993 : Key West (saison 1, épisode 6 : The Greening) : Commander Beauregard Richards
- 1993-1995 : Le Rebelle (Renegade) : 
  - (saison 1, épisode 11 : Le Rugissement du lion) : Earl Lyons (as Sam Jones)
  - (saison 2, épisode 9 : Bouclez votre ceinture) : Nicky Griffin (as Sam Jones)
  - (saison 4, épisode 3 : Un butin tombé du ciel) : Haggerty (as Sam Jones)
- 1993 - 1997 : Walker, Texas Ranger : 
  - (saison 2, épisode 8 : Un ranger de trop) : Tommy Williams / Samuel J. Bodine (as Sam Jones)
  - (saison 5, épisode 18 : Le Remplaçant) : Mick Stanley (as Sam Jones)
- 1994 : Caraïbes offshore (Thunder in Paradise) (saison 1, épisode 1 : Caraïbes Offshore [1/2]) : Gang Leader (as Sam Jones)
- 1995 : Diagnostic : Meurtre (Diagnosis Murder) (saison 2, épisode 18 : Plage meurtrière) : Lt. 'Buck' Denton (as Sam Jones)
- 1996 : Pacific Blue (saison 1, épisode 8 : Santé menacée) : Rolf (as Sam Jones)
- 1997 : Conan (saison 1, épisode 5 : La Forêt de rubis) : General Knorr (as Sam Jones)
- 1997-1999 : Los Angeles Heat (L.A. Heat) : 
  - (saison 1, épisode 12 : Un compte à régler) : Sullivan (as Sam Jones)
  - (saison 2, épisode 20 : Une mine d'or en puzzle) : Randy Harden (as Sam Jones)
- 1998-2001 : Hollywood Safari (23 épisodes) : Troy Johnson
- 1999 : Les Dessous de Palm Beach (Silk Stalkings) : Sidney
  - (saison 8, épisode 21 : Le fin mot de l'énigme [1/2])
  - (saison 8, épisode 22 : Le fin mot de l'énigme [2/2])
- 1999 : Stargate SG-1 (saison 3, épisode 7 : Le Chasseur de primes) : Aris Boch
- 2001 : Black Scorpion (saison, épisode  : Photo Finish) : Space Case
- 2007 : Flash Gordon (saison 1, épisode 9 : Révélations) : Krebb

### Jeux vidéo
- 1993 : Return to Zork : Blind Bowman